# 奢香墓
奢香墓位于中国贵州省毕节市大方县，是明初彝族女土司奢香夫人的墓葬，清朝道光年间重修。1988年被列为第三批全国重点文物保护单位。